# Hilbert (cráter)

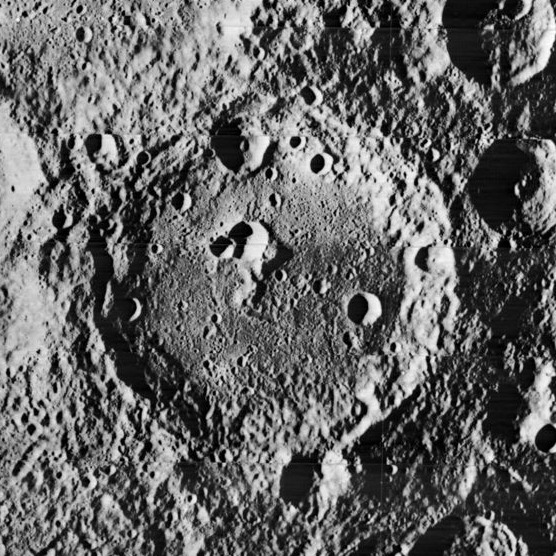
Imagen Lunar Orbiter 2

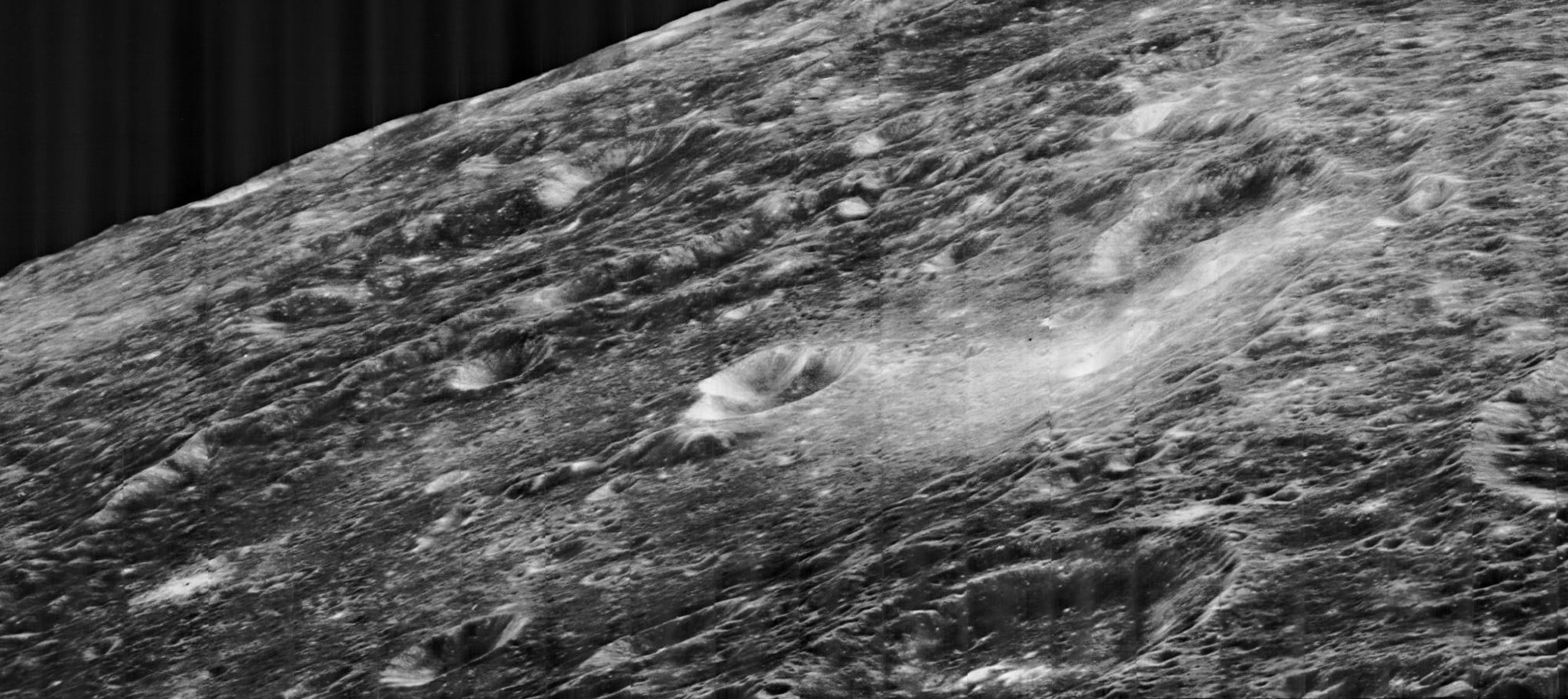
Imagen Lunar Orbiter 1

Hilbert es un cráter de impacto que se encuentra en la cara oculta de la Luna, justo después del terminador sureste, justo más allá de la región de la superficie lunar que a veces se divisa debido a la libración, por lo que no se puede observar directamente desde la Tierra.
El cráter está unido al borde sureste de la llanura amurallada del cráter Pasteur, una formación aproximadamente con la mitad de diámetro que Hilbert. Al sureste aparece el cráter más pequeño Alden, mientras que Backlund se encuentra al oeste-noroeste.
|  |

Gran parte del borde exterior de Hilbert permanece relativamente intacto, aunque está muy erosionado en algunos lugares, particularmente en el sur. El interior es relativamente plano, pero ha sido profundamente marcado por varios pequeños cráteres. Presenta un pequeño conjunto de crestas centrales desplazadas al oeste del punto medio del cráter. Justo al oeste de las cordilleras se halla Hilbert W, que presenta un cráter más pequeño que cubre su borde occidental, dándole  forma de pera. Hilbert H es un cráter circular en forma de cuenco en la parte este de su suelo. Junto al borde norte se halla Hilbert Y, con otros muchos cráteres menores esparcidos por su interior.

## Cráteres satélite
Por convención estos elementos se identifican en los mapas lunares colocando la letra en el lado del punto medio del cráter que está más cercano a Hilbert.
|         | \| Hilbert \| Coordenadas \| Diámetro \| \| ------- \| ------------------------------- \| -------- \| \| A \| 15°54′S 108°42′E / -15.9, 108.7 \| 11 km \| \| E \| 16°30′S 111°48′E / -16.5, 111.8 \| 49 km \| \| G \| 19°00′S 114°00′E / -19.0, 114.0 \| 50 km \| \| H \| 18°12′S 109°36′E / -18.2, 109.6 \| 14 km \| \| L \| 21°12′S 108°54′E / -21.2, 108.9 \| 32 km \| \| S \| 18°06′S 105°48′E / -18.1, 105.8 \| 12 km \| \| W \| 17°06′S 107°36′E / -17.1, 107.6 \| 20 km \| \| Y \| 15°36′S 107°30′E / -15.6, 107.5 \| 28 km \| |          |
| Hilbert | Coordenadas | Diámetro |
| A       | 15°54′S 108°42′E / -15.9, 108.7 | 11 km    |
| E       | 16°30′S 111°48′E / -16.5, 111.8 | 49 km    |
| G       | 19°00′S 114°00′E / -19.0, 114.0 | 50 km    |
| H       | 18°12′S 109°36′E / -18.2, 109.6 | 14 km    |
| L       | 21°12′S 108°54′E / -21.2, 108.9 | 32 km    |
| S       | 18°06′S 105°48′E / -18.1, 105.8 | 12 km    |
| W       | 17°06′S 107°36′E / -17.1, 107.6 | 20 km    |
| Y       | 15°36′S 107°30′E / -15.6, 107.5 | 28 km    |